# 大阪市立弁天小学校
大阪市立弁天小学校（おおさかしりつ べんてんしょうがっこう）は、大阪府大阪市港区にある公立小学校。
1970年に大阪市立磯路小学校・大阪市立波除小学校の2校の校区の一部を分離再編して開校した。

## 沿革
- 1970年4月1日 - 大阪市立弁天小学校として開校。磯路・波除の2校より2年生を移籍。
- 1979年 - 養護学級を設置。
- 1982年 - 大阪市教育委員会から、特別活動（児童活動）の研究校に指定される。

## 通学区域
- 大阪市港区 弁天1丁目-6丁目、石田1丁目。

卒業生は大阪市立市岡中学校に進学する。

## 交通
- 大阪環状線・地下鉄中央線 弁天町駅 北西へ約800m。